# Amblyscarta incommoda
Amblyscarta incommoda är en insektsart som beskrevs av Young 1977. Amblyscarta incommoda ingår i släktet Amblyscarta och familjen dvärgstritar. Inga underarter finns listade i Catalogue of Life.